# Soualiho Meïté
Soualiho Meïté (ur. 17 marca 1994 w Paryżu) – francuski piłkarz iworyjskiego pochodzenia występujący na pozycji pomocnika w portugalskim klubie Benfica. Wychowanek Gobelins, w trakcie swojej kariery grał także w takich zespołach, jak Auxerre, Lille, Zulte Waregem, Monaco, Bordeaux, Torino oraz Milan. Młodzieżowy reprezentant Francji.

## Statystyki
aktualne na dzień 18 maja 2018
| Klub                 | Sezon              | Liga               | Liga    | Liga | Puchar krajowy | Puchar krajowy | Rozgrywki europejskie | Rozgrywki europejskie | Inne    | Inne | Łącznie | Łącznie |
| Klub                 | Sezon              | Liga               | Występy | Gole | Występy        | Gole           | Występy               | Gole                  | Występy | Gole | Występy | Gole    |
| -------------------- | ------------------ | ------------------ | ------- | ---- | -------------- | -------------- | --------------------- | --------------------- | ------- | ---- | ------- | ------- |
| Auxerre              | 2011/12            | Ligue 1            | 2       | 0    | 0              | 0              | –                     | –                     | –       | –    | 2       | 0       |
| Auxerre              | 2012/13            | Ligue 2            | 20      | 1    | 2              | 1              | –                     | –                     | –       | –    | 22      | 2       |
| Auxerre              | Łącznie            | Łącznie            | 22      | 1    | 2              | 1              | 0                     | 0                     | 0       | 0    | 24      | 2       |
| Lille                | 2013/14            | Ligue 1            | 19      | 0    | 4              | 0              | –                     | –                     | –       | –    | 23      | 0       |
| Lille                | 2014/15            | Ligue 1            | 8       | 0    | 3              | 0              | 3                     | 0                     | –       | –    | 14      | 0       |
| Lille                | 2015/16            | Ligue 1            | 3       | 0    | 1              | 0              | –                     | –                     | –       | –    | 4       | 0       |
| Lille                | Łącznie            | Łącznie            | 30      | 0    | 8              | 0              | 3                     | 0                     | 0       | 0    | 41      | 0       |
| Zulte Waregem (wyp.) | 2015/16            | Jupiler Pro League | 3       | 0    | –              | –              | –                     | –                     | 9       | 0    | 12      | 0       |
| Zulte Waregem (wyp.) | 2016/17            | Jupiler Pro League | 30      | 1    | 6              | 1              | –                     | –                     | 10      | 0    | 46      | 2       |
| Zulte Waregem (wyp.) | Łącznie            | Łącznie            | 33      | 1    | 6              | 1              | 0                     | 0                     | 19      | 0    | 58      | 2       |
| Monaco               | 2017–18            | Ligue 1            | 2       | 0    | 0              | 0              | 1                     | 0                     | 0       | 0    | 3       | 0       |
| Bordeaux (wyp.)      | 2017–18            | Ligue 1            | 17      | 1    | 1              | 0              | 1                     | 0                     | 0       | 0    | 3       | 0       |
| Łącznie w karierze   | Łącznie w karierze | Łącznie w karierze | 104     | 3    | 17             | 2              | 4                     | 0                     | 19      | 0    | 144     | 5       |